# 達維德·西蒙奇尼
達維德·西蒙奇尼（義大利語：Davide Simoncini；1986年8月30日—）是一位聖馬力諾足球運動員。在場上的位置是後衛。他現在效力於聖馬力諾足球錦標賽球隊利伯達斯足球會。他也代表聖馬力諾國家足球隊參賽。他的雙胞胎兄弟阿爾多·西蒙奇尼也是一位足球運動員。